# Арго (группа)
«Арго́» — музыкальная группа, существовавшая в советской Литве в 1979—1986 годах и исполнявшая электронную музыку.

## История
Коллектив основан в 1979 году, в состав вошли музыканты оркестра Каунасского государственного музыкального театра.
Художественный руководитель группы, литовский композитор, Гедрюс Купрявичюс (лит. Giedrius Kuprevičius) так характеризовал деятельность «Арго»:

Преобладание электроники в творчестве группы свидетельствует о нашем желании освоить и художественно осмыслить возможности современных музыкальных инструментов. Нам доверено практическое испытание модели нового электронного органа «Вильнюс-5». Мы убеждены в перспективности этого инструмента. Группа участвует в отдельных спектаклях музыкального театра, подготовила театрализованный концерт «Узри на дне колодца небо».

В 1986 году группа прекратила существование.

## Участники группы
- Гедрюс Купрявичюс (руководитель, синтезаторы)
- Юлюс Вилнонис (электроорган)
- Линас Пячюра (гитара)
- Арунас Микуцкис (ударные)
- Артурас Кузнецовас (бас-гитара)
- Арунас Урбонас (звукорежиссёр)
- Гинтарас Кизявичюс (вокал)

## Дискография

### Дискофония (1980)
- A1
- A2
- A3
- A4
- B1
- B2
- B3

Авторы — Гедрюс Купрявичюс (1 — 2, 4 — 5, 7) и Юлюс Вилнонис (3), Композиция «B2» представляет собой обработанную Купрявичюсом литовскую народную песню.
Композиция «A2» использовалась в художественном фильме «Бармен из «Золотого якоря»» и документальном фильме «Дебют ВАЗ-2108» (наравне с композицией «A1»).

### Свет (1981)
- Мир пробуждается во мне
- Игра с солнцем
- И светлый же этот день
- Пробуждение наших чувств
- Нежное прикосновение луча
- Свет жизни вижу

Все композиции написаны Гедрюсом Купрявичюсом. В записи принял участие хор мальчиков «Ажуолюкас» (1, 6).

### Zeme L (1985)
- Песня I
- Народный мотив I
- Танец I
- Народный мотив II
- Танец II
- Песня II

Все композиции также написаны Купрявичюсом на основе литовского фольклора. Вокальные партии в первой и шестой композициях исполнил народный певец Микас Маткявичюс.

### Velykos (1997)
- Golgota
- Malda
- Kristau, Tu Garbes Karaliau
- Nuliudo siela
- Oi, neverk, motusele
- Linksma diena
- Linksmon dienon apturejo
- Linksminkis, zeme!
- Isauso mums skaisti diena
- Jezau, Didzioji Zvaigzde
- Velyku sokis
- Pavasaris
- Isvykimas
- Himnas
- Velykos 2001

### Дискофония (2004)
переиздание альбома 1980 года на CD
- A1
- A2
- A3
- A4
- B1
- B2
- B3

Бонусные треки:
- Prelude for Carillon
- Daina
- Prelude im Memory of M.K. Ciurlionis